# 鹿島郡
鹿島郡（日语：／ Kashima gun */?）為位於日本石川縣北部的郡。
現在轄有以下一町：
- 中能登町

在1879年實施郡區町村編制法時的轄區還包括現在的七尾市的大部分區域及羽咋市的東北部小部分地區。

## 歷史
過去在令制國時代最初屬於越前國，名為能登郡，718年劃設新國時，由於國府決定設於此，新國因而命名為「能登國」，雖然一度在742年又隨著能登國被併入越中國，不過757年恢復能登國後，就一直屬於能登國。
的名稱推測是取自代表位於半島的意思，在約8世紀後開始同時使用鹿島郡的名稱，此後有很長一段時間都是能登郡、鹿島郡兩個名稱輪流使用，直到17世紀後才固定使用鹿島郡之名。
15世紀時為能登畠山氏所控制，並以此作為其據點，15世紀在此進一步建立了七尾城，但畠山氏在16世紀中因家族內的紛爭而滅亡；16世紀戰國時代末期，織田信長在1581年平地此地後，隨著能登國成為前田氏的領地，也一度隨著能登國成為前田利家次子前田利政七尾藩的領地。
17世紀江戶時代後大部分區域都成為前田氏加賀藩的領地，在17世紀初期，前田氏的親戚土方雄久也曾在能登半島包括羽咋郡內領有領地，不過由於土方氏的領地散佈在日本各地，隨著土方氏多次增加領地並遷移陣屋位置，藩名也多次變更，因此羽咋郡內屬於土方氏的這些領地先後屬於布市藩、石崎藩、田子藩、窪田藩，直到1684年土方氏因繼承問題致大部分領地被幕府收回，羽咋郡內原屬土方氏的領地也大多成為幕府直屬的領地，並成為委託加賀藩管理的預地，僅餘下少部分區域交給成為幕府旗本的土方氏子後代成為旗本領。
19世紀末明治維新後，原屬幕府和旗本的領地改由高山縣管理，1871年實施廢藩置縣後加賀藩的領地改隸屬金澤縣，不過同年的第一次府縣整併後，羽咋郡內全數地區被劃入新設立的七尾縣，但也僅半年過後，又被併回由原金澤縣更而成的石川縣。
1878年石川縣實施郡區町村編製法時，正式設置近代的行政區劃「鹿島郡」，郡役所設在七尾町（位於現在的七尾市）。

### 沿革

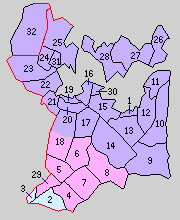
1889年鹿島郡轄下的行政區劃：
1.七尾町、2.余喜村、3.鹿島路村、4.御祖村、5.能登部村、6.鳥屋村、7.瀧尾村、8.越路村、9.南大呑村、10.北大呑村、11.崎山村、12.東湊村、13.矢田鄉村、14.德田村、15.西湊村、16.端村、17.高階村、18.相馬村、19.田鶴濱村、20.赤藏村、21.金崎村、22.笠師保村、23.豐川村、24.熊木村、25.西岸村、26.東島村、27.中乃島村、28.西島村、29.金丸村、30.石崎村、31.中島村
（紫色：現屬七尾市、水藍色：現屬羽咋市、桃色：現屬中能登町）

- 1889年4月1日：實施町村制，鹿島郡下設：七尾町（日语：七尾町）、余喜村（日语：余喜村）、鹿島路村（日语：鹿島路村）、御祖村（日语：御祖村）、能登部村（日语：能登部町）、鳥屋村（日语：鳥屋町）、瀧尾村（日语：滝尾村 (石川県)）、越路村（日语：越路町 (石川県)）、南大呑村（日语：南大呑村）、北大呑村（日语：北大呑村）、崎山村（日语：崎山村 (石川県)）、東湊村（日语：東湊村）、矢田鄉村（日语：矢田郷村）、德田村（日语：徳田村 (石川県)）、西湊村（日语：西湊村 (石川県)）、端村（日语：端村）、高階村（日语：高階村 (石川県)）、相馬村（日语：相馬村 (石川県)）、田鶴濱村（日语：田鶴浜村）、赤藏村（日语：赤蔵村）、金崎村（日语：金ヶ崎村）、笠師保村（日语：笠師保村）、豐川村（日语：豊川村 (石川県)）、熊木村（日语：熊木村）、西岸村（日语：西岸村）、東島村（日语：東島村 (石川県)）、中乃島村（日语：中乃島村）、西島村（日语：西島村 (石川県)）、金丸村（日语：金丸 (中能登町)）、石崎村（日语：石崎村 (石川県)）、中島村（日语：中島町中島）。（1町30村）
- 1891年7月1日：實施郡制（日语：郡制），郡役所設於七尾町。
- 1893年2月17日：瀧尾村的久江、久江原山分地區分出設立為久江村（日语：久江村）。（1町31村）
- 1923年4月1日：廢除郡會和郡參事會。
- 1926年7月1日：廢除郡役所，此後郡不再作為行政區劃，只作為地名的表示。
- 1934年6月1日：田鶴濱村、端村、赤藏村合併為和倉町（日语：田鶴浜町）。（2町28村）
- 1934年10月1日：能登部村改制為能登部町（日语：能登部町）。（3町27村）
- 1939年7月20日：（2町22村）
  - 七尾町、東湊村、矢田鄉村、德田村、西湊村、石崎村和和倉町的奧原、和倉地區合併為七尾市，並脫離鹿島郡。
  - 和倉町更名為田鶴濱町（日语：田鶴浜町）。
- 1939年11月3日：鳥屋村改制為鳥屋町（日语：鳥屋町）。（3町21村）
- 1942年1月1日：越路村改制為越路町（日语：越路町 (石川県)）。（4町20村）
- 1948年4月1日：羽咋郡釶打村（日语：釶打村）改隸屬鹿島郡。（4町21村）
- 1954年3月31日：（5町9村）
  - 北大呑村、崎山村、南大呑村、高階村被併入七尾市。
  - 西岸村、釶打村、熊木村、中島村、豊川村、笠師保村合併為中島町（日语：中島町 (石川県)）。
  - 田鶴濱町、金崎村和相馬村的伊久留、七原、吉田、西下地區合併為新設立的田鶴濱町（日语：田鶴浜町）。
  - 相馬村的其餘地區被併入鳥屋町。
- 1955年1月1日：越路町、瀧尾村、久江村、御祖村合併為鹿島町（日语：鹿島町 (石川県)）。（5町6村）
- 1955年2月1日：東島村、中乃島村、西島村合併為能登島町（日语：能登島町）。（6町3村）
- 1956年9月30日：（6町）
  - 能登部町和金丸村合併為鹿西町（日语：鹿西町）。
  - 余喜村、鹿島路村和羽咋郡羽咋町、邑知町（日语：邑知町）合併為羽咋町，屬羽咋町。
- 2004年10月1日：田鶴濱町、中島町、能登島町和七尾市合併為新設立的七尾市[8]，並脫離鹿島郡。（3町）
- 2005年3月1日：鳥屋町、鹿島町、鹿西町合併為中能登町。[9]（1町）

### 變遷表
| 1889年4月1日             | 1889年 - 1912年              | 1912年 - 1944年                   | 1912年 - 1944年                   | 1945年 - 1954年                   | 1945年 - 1954年                  | 1955年 - 1989年                  | 1955年 - 1989年              | 1989年 - 現在              | 現在                       |
| ------------------------ | ---------------------------- | --------------------------------- | --------------------------------- | --------------------------------- | -------------------------------- | -------------------------------- | ---------------------------- | -------------------------- | -------------------------- |
| 羽咋郡釶打村             | 羽咋郡釶打村                 | 羽咋郡釶打村                      | 羽咋郡釶打村                      | 1948年4月1日 鹿島郡釶打村         | 1954年3月31日 合併為中島町       | 1954年3月31日 合併為中島町       | 1954年3月31日 合併為中島町   | 2004年10月1日 合併為七尾市 | 2004年10月1日 合併為七尾市 |
| 笠師保村                 |                              |                                   |                                   |                                   | 1954年3月31日 合併為中島町       | 1954年3月31日 合併為中島町       | 1954年3月31日 合併為中島町   | 2004年10月1日 合併為七尾市 | 2004年10月1日 合併為七尾市 |
| 豐川村                   |                              |                                   |                                   |                                   | 1954年3月31日 合併為中島町       | 1954年3月31日 合併為中島町       | 1954年3月31日 合併為中島町   | 2004年10月1日 合併為七尾市 | 2004年10月1日 合併為七尾市 |
| 熊木村                   |                              |                                   |                                   |                                   | 1954年3月31日 合併為中島町       | 1954年3月31日 合併為中島町       | 1954年3月31日 合併為中島町   | 2004年10月1日 合併為七尾市 | 2004年10月1日 合併為七尾市 |
| 西岸村                   |                              |                                   |                                   |                                   | 1954年3月31日 合併為中島町       | 1954年3月31日 合併為中島町       | 1954年3月31日 合併為中島町   | 2004年10月1日 合併為七尾市 | 2004年10月1日 合併為七尾市 |
| 中島村                   |                              |                                   |                                   |                                   | 1954年3月31日 合併為中島町       | 1954年3月31日 合併為中島町       | 1954年3月31日 合併為中島町   | 2004年10月1日 合併為七尾市 | 2004年10月1日 合併為七尾市 |
| 東島村                   | 東島村                       | 東島村                            | 東島村                            | 東島村                            | 東島村                           | 1955年2月1日 合併為能登島町      | 1955年2月1日 合併為能登島町  | 2004年10月1日 合併為七尾市 | 2004年10月1日 合併為七尾市 |
| 中乃島村                 |                              |                                   |                                   |                                   |                                  | 1955年2月1日 合併為能登島町      | 1955年2月1日 合併為能登島町  | 2004年10月1日 合併為七尾市 | 2004年10月1日 合併為七尾市 |
| 西島村                   |                              |                                   |                                   |                                   |                                  | 1955年2月1日 合併為能登島町      | 1955年2月1日 合併為能登島町  | 2004年10月1日 合併為七尾市 | 2004年10月1日 合併為七尾市 |
| 南大呑村                 | 南大呑村                     | 南大呑村                          | 南大呑村                          | 南大呑村                          | 1954年3月31日 併入七尾市         | 七尾市                           | 七尾市                       | 2004年10月1日 合併為七尾市 | 2004年10月1日 合併為七尾市 |
| 北大呑村                 |                              |                                   |                                   |                                   | 1954年3月31日 併入七尾市         | 七尾市                           | 七尾市                       | 2004年10月1日 合併為七尾市 | 2004年10月1日 合併為七尾市 |
| 崎山村                   |                              |                                   |                                   |                                   | 1954年3月31日 併入七尾市         | 七尾市                           | 七尾市                       | 2004年10月1日 合併為七尾市 | 2004年10月1日 合併為七尾市 |
| 高階村                   |                              |                                   |                                   |                                   | 1954年3月31日 併入七尾市         | 七尾市                           | 七尾市                       | 2004年10月1日 合併為七尾市 | 2004年10月1日 合併為七尾市 |
| 東湊村                   | 東湊村                       | 東湊村                            | 1939年7月20日 合併為七尾市        | 1939年7月20日 合併為七尾市        | 1939年7月20日 合併為七尾市       | 七尾市                           | 七尾市                       | 2004年10月1日 合併為七尾市 | 2004年10月1日 合併為七尾市 |
| 矢田鄉村                 |                              |                                   | 1939年7月20日 合併為七尾市        | 1939年7月20日 合併為七尾市        | 1939年7月20日 合併為七尾市       | 七尾市                           | 七尾市                       | 2004年10月1日 合併為七尾市 | 2004年10月1日 合併為七尾市 |
| 德田村                   |                              |                                   | 1939年7月20日 合併為七尾市        | 1939年7月20日 合併為七尾市        | 1939年7月20日 合併為七尾市       | 七尾市                           | 七尾市                       | 2004年10月1日 合併為七尾市 | 2004年10月1日 合併為七尾市 |
| 七尾町                   |                              |                                   | 1939年7月20日 合併為七尾市        | 1939年7月20日 合併為七尾市        | 1939年7月20日 合併為七尾市       | 七尾市                           | 七尾市                       | 2004年10月1日 合併為七尾市 | 2004年10月1日 合併為七尾市 |
| 西湊村                   |                              |                                   | 1939年7月20日 合併為七尾市        | 1939年7月20日 合併為七尾市        | 1939年7月20日 合併為七尾市       | 七尾市                           | 七尾市                       | 2004年10月1日 合併為七尾市 | 2004年10月1日 合併為七尾市 |
| 石崎村                   |                              |                                   | 1939年7月20日 合併為七尾市        | 1939年7月20日 合併為七尾市        | 1939年7月20日 合併為七尾市       | 七尾市                           | 七尾市                       | 2004年10月1日 合併為七尾市 | 2004年10月1日 合併為七尾市 |
| 端村                     | 端村                         | 1934年6月1日 合併為和倉町         | 1939年7月20日 合併為七尾市        | 1939年7月20日 合併為七尾市        | 1939年7月20日 合併為七尾市       | 七尾市                           | 七尾市                       | 2004年10月1日 合併為七尾市 | 2004年10月1日 合併為七尾市 |
| 端村                     | 端村                         | 1934年6月1日 合併為和倉町         | 1939年7月20日 更名為田鶴濱町      | 1939年7月20日 更名為田鶴濱町      | 1954年3月31日 合併為田鶴濱町     | 1954年3月31日 合併為田鶴濱町     | 1954年3月31日 合併為田鶴濱町 | 2004年10月1日 合併為七尾市 | 2004年10月1日 合併為七尾市 |
| 田鶴濱村                 |                              | 1934年6月1日 合併為和倉町         | 1939年7月20日 更名為田鶴濱町      | 1939年7月20日 更名為田鶴濱町      | 1954年3月31日 合併為田鶴濱町     | 1954年3月31日 合併為田鶴濱町     | 1954年3月31日 合併為田鶴濱町 | 2004年10月1日 合併為七尾市 | 2004年10月1日 合併為七尾市 |
| 赤藏村                   |                              | 1934年6月1日 合併為和倉町         | 1939年7月20日 更名為田鶴濱町      | 1939年7月20日 更名為田鶴濱町      | 1954年3月31日 合併為田鶴濱町     | 1954年3月31日 合併為田鶴濱町     | 1954年3月31日 合併為田鶴濱町 | 2004年10月1日 合併為七尾市 | 2004年10月1日 合併為七尾市 |
| 金崎村                   |                              |                                   |                                   |                                   | 1954年3月31日 合併為田鶴濱町     | 1954年3月31日 合併為田鶴濱町     | 1954年3月31日 合併為田鶴濱町 | 2004年10月1日 合併為七尾市 | 2004年10月1日 合併為七尾市 |
| 相馬村                   |                              |                                   |                                   |                                   |                                  |                                  |                              |                            |                            |
| 1954年3月31日 併入鳥屋町 | 鳥屋町                       | 鳥屋町                            | 2005年3月1日 合併為中能登町       | 2005年3月1日 合併為中能登町       |                                  |                                  |                              |                            |                            |
| 鳥屋村                   | 鳥屋村                       | 鳥屋村                            | 2005年3月1日 合併為中能登町       | 2005年3月1日 合併為中能登町       | 1939年11月3日 改制為鳥屋町       | 1939年11月3日 改制為鳥屋町       | 1939年11月3日 改制為鳥屋町   |                            |                            |
| 御祖村                   | 御祖村                       | 御祖村                            | 御祖村                            | 御祖村                            | 御祖村                           | 1955年1月1日 合併為鹿島町        | 1955年1月1日 合併為鹿島町    |                            |                            |
| 瀧尾村                   | 瀧尾村                       | 瀧尾村                            | 瀧尾村                            | 瀧尾村                            | 瀧尾村                           | 1955年1月1日 合併為鹿島町        | 1955年1月1日 合併為鹿島町    |                            |                            |
| 瀧尾村                   | 1893年2月17日 分出設立久江村 |                                   | 2005年3月1日 合併為中能登町       | 2005年3月1日 合併為中能登町       |                                  | 1955年1月1日 合併為鹿島町        | 1955年1月1日 合併為鹿島町    |                            |                            |
| 越路村                   | 越路村                       | 越路村                            | 2005年3月1日 合併為中能登町       | 2005年3月1日 合併為中能登町       | 1942年1月1日 改制為越路町        | 1942年1月1日 改制為越路町        | 1942年1月1日 改制為越路町    |                            |                            |
| 能登部村                 | 能登部村                     | 1934年10月1日 改制為能登部町      | 1934年10月1日 改制為能登部町      | 1934年10月1日 改制為能登部町      | 1934年10月1日 改制為能登部町     | 1956年9月30日 合併為鹿西町       | 1956年9月30日 合併為鹿西町   |                            |                            |
| 金丸村                   |                              |                                   | 2005年3月1日 合併為中能登町       | 2005年3月1日 合併為中能登町       |                                  | 1956年9月30日 合併為鹿西町       | 1956年9月30日 合併為鹿西町   |                            |                            |
| 余喜村                   | 余喜村                       | 余喜村                            | 余喜村                            | 余喜村                            | 余喜村                           | 1956年9月30日 合併為羽咋郡羽咋町 | 1958年7月1日 改制為羽咋市    | 1958年7月1日 改制為羽咋市  | 1958年7月1日 改制為羽咋市  |
| 鹿島路村                 |                              |                                   |                                   |                                   |                                  | 1956年9月30日 合併為羽咋郡羽咋町 | 1958年7月1日 改制為羽咋市    | 1958年7月1日 改制為羽咋市  | 1958年7月1日 改制為羽咋市  |
| 羽咋郡上甘田村           | 羽咋郡上甘田村               | 羽咋郡上甘田村                    | 羽咋郡上甘田村                    | 羽咋郡上甘田村                    | 1954年11月3日 合併為羽咋郡羽咋町 | 1956年9月30日 合併為羽咋郡羽咋町 | 1958年7月1日 改制為羽咋市    | 1958年7月1日 改制為羽咋市  | 1958年7月1日 改制為羽咋市  |
| 羽咋郡羽咋町             |                              |                                   |                                   |                                   | 1954年11月3日 合併為羽咋郡羽咋町 | 1956年9月30日 合併為羽咋郡羽咋町 | 1958年7月1日 改制為羽咋市    | 1958年7月1日 改制為羽咋市  | 1958年7月1日 改制為羽咋市  |
| 羽咋郡粟之保村           |                              |                                   |                                   |                                   | 1954年11月3日 合併為羽咋郡羽咋町 | 1956年9月30日 合併為羽咋郡羽咋町 | 1958年7月1日 改制為羽咋市    | 1958年7月1日 改制為羽咋市  | 1958年7月1日 改制為羽咋市  |
| 羽咋郡富永村             |                              |                                   |                                   |                                   | 1954年11月3日 合併為羽咋郡羽咋町 | 1956年9月30日 合併為羽咋郡羽咋町 | 1958年7月1日 改制為羽咋市    | 1958年7月1日 改制為羽咋市  | 1958年7月1日 改制為羽咋市  |
| 羽咋郡一之宮村           |                              |                                   |                                   |                                   | 1954年11月3日 合併為羽咋郡羽咋町 | 1956年9月30日 合併為羽咋郡羽咋町 | 1958年7月1日 改制為羽咋市    | 1958年7月1日 改制為羽咋市  | 1958年7月1日 改制為羽咋市  |
| 羽咋郡越路野村           |                              |                                   |                                   |                                   | 1954年11月3日 合併為羽咋郡羽咋町 | 1956年9月30日 合併為羽咋郡羽咋町 | 1958年7月1日 改制為羽咋市    | 1958年7月1日 改制為羽咋市  | 1958年7月1日 改制為羽咋市  |
| 羽咋郡塵濱村             | 羽咋郡塵濱村                 | 1927年9月1日 更名為羽咋郡千里濱村 | 1927年9月1日 更名為羽咋郡千里濱村 | 1927年9月1日 更名為羽咋郡千里濱村 | 1954年11月3日 合併為羽咋郡羽咋町 | 1956年9月30日 合併為羽咋郡羽咋町 | 1958年7月1日 改制為羽咋市    | 1958年7月1日 改制為羽咋市  | 1958年7月1日 改制為羽咋市  |
| 羽咋郡若部村             | 羽咋郡若部村                 | 1933年5月15日 合併為羽咋郡邑知村  | 1940年2月11日 改制為羽咋郡邑知町  | 1940年2月11日 改制為羽咋郡邑知町  | 1940年2月11日 改制為羽咋郡邑知町 | 1956年9月30日 合併為羽咋郡羽咋町 | 1958年7月1日 改制為羽咋市    | 1958年7月1日 改制為羽咋市  | 1958年7月1日 改制為羽咋市  |
| 羽咋郡北邑知村           |                              | 1933年5月15日 合併為羽咋郡邑知村  | 1940年2月11日 改制為羽咋郡邑知町  | 1940年2月11日 改制為羽咋郡邑知町  | 1940年2月11日 改制為羽咋郡邑知町 | 1956年9月30日 合併為羽咋郡羽咋町 | 1958年7月1日 改制為羽咋市    | 1958年7月1日 改制為羽咋市  | 1958年7月1日 改制為羽咋市  |
| 羽咋郡中邑知村           |                              | 1933年5月15日 合併為羽咋郡邑知村  | 1940年2月11日 改制為羽咋郡邑知町  | 1940年2月11日 改制為羽咋郡邑知町  | 1940年2月11日 改制為羽咋郡邑知町 | 1956年9月30日 合併為羽咋郡羽咋町 | 1958年7月1日 改制為羽咋市    | 1958年7月1日 改制為羽咋市  | 1958年7月1日 改制為羽咋市  |